# Polda 7
Polda 7 je česká videohra z roku 2022 a sedmý díl populární herní série Polda. Hra vyšla na Microsoft Windows 15. dubna 2022, v říjnu 2022 poprvé v sérii na macOS a začátkem roku 2023 na Android a iOS, kde je také přeložena do angličtiny a francouzštiny.

## Zpracování
Polda 7 používá stejně jako předchozí díl 2D kreslené prostředí od výtvarníka Karla Kopice, které kombinuje s 3D kreslenými postavami, hru programoval a produkoval Petr Svoboda. Hra obsahuje přes 40 herních obrazovek, několik miniher a poprvé se dá hrát také za ženu, detektivku Moniku Black. Hru nadabovali herci Luděk Sobota, Petr Rychlý, Petr Jablonský, Miroslav Táborský, Tomáš Matonoha, Bohdan Tůma, Bára Štěpánová, Valérie Zawadská, Ivana Korolová, Zuzana Ďurdinová, Pavel Vondra, Filip Švarc, Pavel Rímský, Petr Lexa a influenceři Melichar Oravec a Filip Jánoš.

## Příběh
V sedmém díle série přistane na Wembley stadionu mimozemsky vypadající loď a poté záhadně zmizí. Detektiv Polda Pankrác obdrží v Lupanech telefonát a je požádán, aby létající loď vypátral. Pankrác tak letí do Londýna, kde případ řeší, ten ho také zavede na setkání světových hvězd Celebritycon, který se koná na Moravě u Macochy. Z minulých dílů se vrací postavy Sylvester Stallone, Paris Hilton, Jarda Klátil, Trudi Plecitá (Polda 6), profesor Santusov (Polda 3–⁠4) a Ufon (Polda 3). Parodované jsou také známé osobnosti Donatella Versace, Naomi Campbell, Donald Trump, Tom Cruise, Elon Musk, Quentin Tarantino, Andrej Babiš, Zuzana Čaputová, Darth Vader a Jay-Z.

## Vývoj
Sedmé pokračování série bylo plánováno již od srpna 2015, ale chybělo financování a k dispozici byl pouze scénář. Hra byla oznámena v červnu 2020, kdy byla spuštěna crowdfundingová kampaň na webu Hithit. Autoři žádali 400 000 Kč a požadovanou částku vybrali během 24 hodin. Do konce kampaně pak vybrali celkem 1 437 011 Kč, což činí přibližně 359 % požadované částky. Datum vydání bylo původně stanoveno na dobu před Vánoci 2021. Z důvodu onemocnění v týmu však museli vývojáři odložit vydání na rok 2022. Hra byla vydána 15. dubna 2022.
Petr Svoboda si stěžoval na špatné počáteční prodeje hry kvůli pirátství, neboť nijak nechráněná hra unikla na internet od někoho z podporovatelů na Hithitu ještě před vydáním. Do vývoje nad rámec crowdfundingu bylo vloženo 600 tisíc Kč. K 19. dubnu mělo hru legálně zhruba 1800 lidí, počet nelegálních stažení se odhaduje na asi 60 tisíc. Tvůrci se tak obávají, aby se vývoj zaplatil. Nicméně vývoj byl již k 26. dubnu zaplacený a hra byla celkově úspěšnější než předešlý díl.

## Přijetí
Pochvalován byl dabing a humor, ale kritizovaná byla jednoduchá grafika a místy nelogický postup ve hře. Hra byla hodnocena serverem Zing.cz 80%, Games.cz 70%, Doupě.cz 70%, Hrej.cz 70%, Vortex.cz 70%, Indian-tv 60%, BonusWeb.cz 45% a časopisem Score 70%.